# Pistacia vera
Il pistacchio (Pistacia vera L., 1753) è un albero da frutto appartenente alla famiglia delle Anacardiacee.

## Storia e origine
È originario del Medio Oriente, dove veniva coltivato già in età preistorica, particolarmente in Persia. Come riferisce nel suo celebre I Dipnosofisti, Ateneo di Naucrati, scrittore e sofista greco vissuto nel II secolo, nell'Impero romano, diversi autori greci ed ellenistici parlano del pistacchio, collocandone la coltivazione in Siria, Persia e India, e chiamandolo bistachion o pistakia o pistakion. Destituita di fondamento è, quindi, la tesi  secondo la quale il termine "pistacchio" derivi dalla lingua persiana (pesteh).

## Descrizione
Il pistacchio è un albero, caducifoglie e latifoglie, può raggiungere un'altezza di circa 11-12 metri, ma generalmente si ferma a 5-6 metri. Il pistacchio è molto longevo e raggiunge un'età di 300 anni circa, ma ha un accrescimento molto lento.
Il frutto è una drupa con un endocarpo ovale a guscio sottile e duro, contenente il seme, chiamato comunemente "pistacchio" che ha colore verde vivo sotto una buccia viola.
Il pistacchio ha fiori unisessuali ed è dioico, quindi vi sono piante con soli fiori maschili e piante con soli fiori femminili (che producono i frutti). I fiori sono a petali e raccolti in cime. Un albero maschile può produrre abbastanza polline per fecondare fino a 10 piante femminili.
La fioritura avviene nel mese di aprile e la raccolta dei frutti avviene a settembre-ottobre. 
Il legno è duro e denso, ha un colore giallino.

## Coltivazione
Il pistacchio fruttifica in un ciclo biennale, il che, insieme alle variazioni climatiche, causa grandi variazioni nelle rese e nei prezzi. In realtà la pianta produce frutti tutti gli anni, ma è molto soggetta ad alternanza di produzione, si hanno perciò anni di carica e anni di scarica (detti comunemente così per la quantità di produzione). Ci sono molte altre piante da frutto con questa caratteristica e si cerca di limitarla diradando i frutti nell'anno di carica per avere una produzione più o meno simile nei vari anni. Nel pistacchio, invece, si tolgono completamente, annullando la produzione negli anni di scarica per aumentarla negli anni di carica. Si ha, quindi, una coltivazione con ciclo biennale.
In Italia vi è storicamente una coltivazione di nicchia, specie nel Meridione: rinomati sono i pistacchi di Bronte, Adrano sulle pendici dell'Etna, tutelati dal marchio DOP "Pistacchio Verde di Bronte", quelli di Raffadali (marchio DOP pistacchio di Raffadali) e infine i pistacchi di Stigliano, in provincia di Matera, la cui produzione è tra le più vaste a livello europeo. L'Italia è passata da una produzione di 2.400 tonnellate nel 2005 a 2.850 tonnellate del 2012, diventando il settimo produttore al mondo. Zone di coltivazione a rilevanza internazionale si trovano in Medio Oriente (soprattutto Iran, ma anche Turchia e Siria, anche se quest'ultima in forte calo), in California e, negli ultimi anni, anche in Cina. In Grecia, dove la produzione è in calo, ma si attesta attorno alle 10.000 tonnellate, si coltiva un pistacchio dal guscio quasi bianco, con nucleo rosso-verde e con l'apertura del guscio simile alla varietà "Kerman", la varietà maggiormente utilizzata in California. La maggior parte della produzione in Grecia proviene dalla regione di Almyros. 

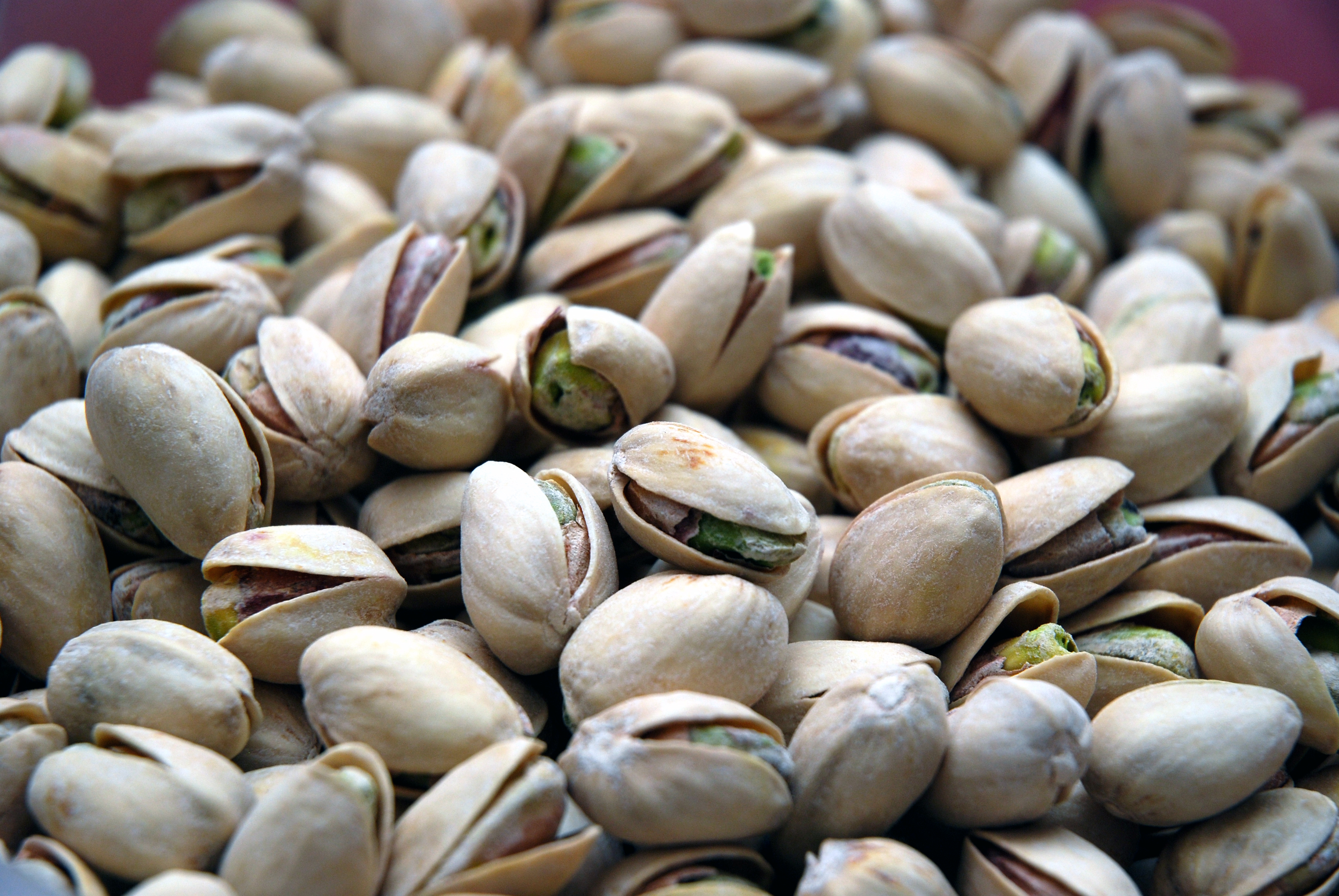
Pistacchi

La varietà più diffusa in Italia è la Bianca (comunemente chiamata Napoletana o Nostrale, il seme è verde e rappresenta il fattore commerciale di pregio). Altre varietà sono la Cappuccia, Cerasola, Insolia, Silvana, Femminella. Di recente introduzione sul mercato italiano sono le cultivar Kern, Red Aleppo e Larnaka.

## Usi
Una volta raccolto, il pistacchio va fatto asciugare e poi bisogna togliere il mallo che ricopre il guscio legnoso, infine si fa seccare per consentire la conservazione per lungo periodo e la vendita. 
I pistacchi vengono utilizzati sia sgusciati sia pelati, spesso tostati e salati, anche in pasticceria, per preparare gelati, creme, bevande e per la produzione di salumi, o come condimenti per primi e secondi piatti.

## Composizione alimentare e valori nutrizionali
L'alimento è formato per il 55-60% da lipidi, per il 18-22% da proteine e per il 4-6% da carboidrati. Contiene sali minerali e molte vitamine.
I pistacchi, se coltivati in condizioni che espongono la pianta a grandi stress, possono soffrire di contaminazioni con la muffa Aspergillus flavus, che produce nei frutti la tossina insapore aflatossina. Come tutta la frutta a guscio la presenza del pistacchio negli alimenti va indicata per legge in etichetta, al fine di prevenire il possibile scatenamento di un'allergia alimentare.

## Principali produttori
| Paese                 | tonnellate prodotte (2020) Fonte: FAOSTAT |
| --------------------- | ----------------------------------------- |
| Iran                  | 551 307                                   |
| Stati Uniti d'America | 447 700                                   |
| Turchia               | 240 000                                   |
| Cina                  | 74 828                                    |
| Siria                 | 28 800                                    |
| Grecia                | 8 558                                     |
| Italia                | 3 864                                     |
| Uzbekistan            | 3 167                                     |
| Afghanistan           | 2 734                                     |